# María del Mar Rodríguez Carnero
María del Mar Rodríguez Carnero (Màlaga, 18 de gener de 1975), coneguda artísticament com a La Mari, és una cantant andalusa, membre del grup Chambao.

## Trajectòria
La Mari va ser la vocalista de Chambao fins que l'any 2005 va començar a liderar en solitari el grup. El març de 2005 se li va diagnosticar un càncer de mama. Tres mesos després que la intervinguessin quirúrgicament, va continuar la promoció del disc amb la resta de companys del grup. També faria una gira que duraria fins a l'octubre de 2006. Juntament amb una de les seves germanes, Aurora Rodríguez Carnero, ha escrit i publicat Enamorá de la vida, aunque a veces duela, un llibre en el qual explica la seva experiència personal sobre la malaltia.
Amb el disc Con otro aire (2007), La Mari es va submergir en la producció amb Bob Benozzo, Alejandro Acosta (dj i guitarra) i Roberto Cantero (flauta i saxo).
Al llarg de la seva carrera comparteix vivències i col·laboracions amb diferents grups i artistes com Enrique Morente, Mojo Project, El Bicho, Macaco, Bebe, Estrella Morente, Jarabe de Palo, Javier Ruibal, Cesária Évora, Ricky Martin, Antonio Orozco, Tabletom, Peret, La Shica, Miguel Ríos, Rosario Flores, Lila Downs, Estopa, Calima, Fuel Fandango, La Guardia, Mario Díaz, Ismael Serrano, etc. El 2008 va col·laborar amb la guanyadora del 50è Festival d'Eurovisió, Élena Paparizu, amb la qual va realitzar un duet de la seva cançó ja editada a Espanya, Papeles mojados.
El 2009 va rebre la Medalla d'Andalusia. La seva trajectòria com a vocalista al capdavant de la banda malaguenya Chambao, continua amb Chambao, l'àlbum de nom homònim que va sortir a la venda en 2012 i que van llançar coincidint amb el desè aniversari de l'aparició del grup. El novembre de 2012 va estar als Latin Grammy en la categoria de millor àlbum vocal pop contemporani. La Mari també va participar en la gala d'homenatge a la Persona d'Any en els Latin Grammy, que en aquesta ocasió va ser Caetano Veloso, interpretant la cançó “Onde O Rio e Mais Baiano”.
El setembre de 2013, celebrant el desè aniversari de Chambao, La Mari va llançar un nou disc que compta amb noves versions d'algunes de les seves cançons. Hi van participar artistes com Nneka, la família Morente, Javier Ruibal o Totó la Momposina. També va publicar un segon CD amb algunes de les col·laboracions de l'artista amb altres músics com Rosario Flores, Pau Donés (Jarabe de Palo) i Peret. En aquests últims temps, la carrera de María del Mar Rodríguez, La Mari, continua carregada de col·laboracions amb nombrosos artistes com Ara Malikian, Vanesa Martín o Antonio Lizana, entre d'altres. També ha participat en l'audiollibre Avanzadoras, d'Oxfam Intermón.

## Discografia
Amb Chambao
- Flamenco Chill (2002)
- Endorfinas en la mente (2004)
- Chambao en privado (2004)
- Pokito a poko (2005)
- Caminando 2001-2006 (2006)
- Con otro aire (2007)
- En el fin del mundo (2009)
- Chambao (2012)
- 10 Años Around The World (2013)
- Nuevo ciclo (2016)

## Premis i reconeixements
- Premis AECC "Mujer y Coraje" (2006)
- Premis Puerta de Andalucía (2007)
- Medalla d'Or de la Junta d'Andalusia (2009)
- Pregonera del Carnestoltes de Màlaga (2009)
- Premio "Semilla" concedit per l'Àrea de Desenvolupament de l'Ajuntament de Gordoncillo per la seva trajectòria professional i personal (2012)
- Premi Galeno concedit pel Col·legi Oficial de Metges de Màlaga (2016) per ser un "exemple d'esforç, fortalesa i superació animant a tantes persones a afrontar la malaltia amb valentia i tranquil·litat"